# William Rubin
William Rubin, né le 12 août 1927 à Brooklyn aux États-Unis et mort le 22 janvier 2006 à New York, est un historien d'art, un essayiste et un conservateur de musée américain.

## Biographie
William Stanley Rubin fait ses études à New York, notamment auprès de Victor D'Amico, directeur d'un programme d'éducation au Museum of Modern Art (MoMA). Il poursuit sa formation en littérature et en italien à l'Université Columbia et en musicologie à l'Université de Paris. Il décide cependant de revenir à New York au bout d'un an pour s'orienter alors vers l'histoire de l'art.
Entré en 1967 au MoMA, il est choisi par Alfred Barr, son ami rencontré à la fin des années 1950, pour lui succéder à la tête du département Peintures et Sculptures de la célèbre institution new-yorkaise de 1973 à 1988. Sous sa direction le département continue à se restructurer dans la lignée de son prédécesseur. Il oriente notamment les collections vers les œuvres de Picasso et des surréalistes.

## Ouvrages
- Paris-New York avec Marcelin Pleynet, éditions Le Chêne, 1978,  (ISBN 2851081624)
- (en) Miro in the Collection of the Museum of Modern Art, éditions du MoMA, New York, 1984,  (ISBN 087070463X)
- (en) Dada, Surrealism and Their Heritage, éditions du MoMA, New York, 1984,  (ISBN 087070284X)
- Picasso et Braque avec Judith Cousins, éditions Flammarion, 1995,  (ISBN 2080114018)
- Picasso et le Portrait, Pierre Daix et coll. sous la direction William Rubin, aux éditions Flammarion et Réunion des musées nationaux, 1996,  (ISBN 2-7118-3489-1)
- (en) Les Demoiselles d'Avignon avec Helene Seckel et Judith Cousins, éditions du MoMA, New York, 1995,  (ISBN 0810961253)
- (en) Cremonini, Timeless Monumentality ,  New York, 1957, réédité in Painting and Drawing from the William Louis-Dreyfus Foundation, Fairfield University Art Museum, 2016